# 南河渡黄河大桥
南河渡黄河大桥也称为焦作黄河公路大桥是一座位于中国河南省焦作市温县和巩义市之间的桥梁，跨越黄河。桥长3010米，2001年9月建成通车，它是河南省第一座由地市级自筹资金修建的黄河公路大桥，总投资4．8亿元。